# Microcos branderhorstii
Microcos branderhorstii är en malvaväxtart som beskrevs av Karl Ewald Maximilian Burret. Microcos branderhorstii ingår i släktet Microcos och familjen malvaväxter. Inga underarter finns listade i Catalogue of Life.